# 振武军
振武军，隶属于唐关内道朔方节度使单于大都护府，其两处治所皆位于今内蒙古呼和浩特市大青山南麓，中晚唐时期（755年—907年）与后套地区的天德军联成防御回鹘汗国的北方第一道防线和军镇。安史之乱后，由于唐朝集中力量在西套银川平原防御吐蕃，无暇顾及北疆，因此振武军并没有形成防御力量。自778年起，郭子仪将朔方军（今宁夏灵武）一分为三，又奏以邠州刺史浑瑊出镇振武军，才有了一定的力量。振武军以节度使统领军镇，和天德军是唐朝在河套地区东西并排防御回鹘的第一道防线，长期以来振武军的实力也一直较河套西部平原的天德军强。

## 历史
振武军以唐时黄河支流之一的振武河命名，其流经河套北岸的古云中城，向西南至今内蒙古托克托县附近入河。振武军为张仁愿于708年在河套北岸筑三受降城时所置，其治所在东受降城（今内蒙古托克托县），唐前中期属于朔方节度使管辖的“河外五城”之一，驻兵9000人，马1600匹。
745年，朔方节度使王忠嗣将治所迁入单于都护府城（内蒙古呼市和林格尔西北土城子），加强了该城的驻防力量，并在城内添置金河县。758年唐朝从朔方军节度使中分置振武军节度使，但不久又归属朔方军。因朔方军势力过大，778年唐德宗命郭子仪将朔方节度使辖区一分为三，复置振武军节度使，以浑瑊为节度使。然而在之后长时期内，回鹘没有对振武军造成危胁。
796年，唐朝将三受降城分隶于天德军和振武军，振武军初领中受降、东受降城，于813年再次分配时，将振武军所辖之中受降城转隶于天德军。812年东受降城为黄河河水所毁，振武军节度使李光进上表修城兼理河防，此时，西受降城亦为乌加河因黄河泛滥所毁，修复东受降城似未有它议，而西受降城则引起争端。813年，振武军节度使李进贤遗牙将杨遵宪率500骑兵趋东受降城备回鹘，至鸣沙发生兵变被杀，李进贤弃镇出逃，其家遭屠，振武军大乱，唐朝遗夏州、河东二镇出兵4千顺利平叛。830年李泳为振武军节度使，又在军镇内修整工事，加强防守。黄巢之乱时期，李克用在奉诏讨叛军沿途中掠粮，河东节度使郑从谠向振武军节度使契苾璋求援，李克用遂为契苾璋所败，882年契苾璋拟同天德军及大同军共讨李克用。916年辽太祖阿保机以30万攻振武军镇，俘节度使李嗣本，后更为振武县。李存勖把振武军节度使迁到朔州，下辖朔州、麟州、胜州。石敬瑭即位后，朔州作为燕云十六州之一，交割给辽国，麟州、胜州属于府州永安军节度使。辽国改朔州振武军节度使为顺义军节度使。

## 振武军节度使
振武军节度使列表：
- 臧怀亮（约唐中宗、唐睿宗时）
- 李守礼（711年—713年，遥领）
- 张知运（713年—716年）
- 李浚，改名李玙（727年—738年，遥领）
- 裴某（开元年间）
- 李琬（742年，遥领）
- 王忠嗣（745年）
- 李林甫（751年—752年，遥领）
- 李光弼（752年—754年）
- 郭幼贤（唐肃宗年间）
- 仆固怀恩（762年）
- 郭子仪（762年—779年）
- 浑瑊（779年）
- 崔宁（779年，遥领）
- 张光晟（779年—780年）
- 彭令芳（780年—781年）
- 王翃（781年）
- 李怀光（781年—784年）
- 杜从政（784年—786年）
- 唐朝臣（786年—790年）
- 范希朝（790年—803年）
- 阎巨源（803年—808年）
- 张奉国（808年—810年）
- 阿跌光进（810年—813年）
- 李进贤（813年）
- 张煦（813年—814年）
- 胡证（814年—818年）
- 高霞寓（818年—820年）
- 杜羔（820年）
- 张惟清（820年—826年）
- 李泳（827年—835年）
- 刘沔（835年—842年）
- 李忠顺（842年—845年）
- 米暨（846年—847年）
- 史宪忠（847年—848年）
- 李丕（848年—850年）
- 契苾通（852年—854年）
- 浑鐬（855年—856年）
- 陈君从（大中末年）
- 高承恭（861年—863年）
- 高弘（865年—870年）
- 李国昌（874年—878年）
- 卢简方（878年，赴任途中去世）
- 吴师泰（879年—880年）
- 诸葛爽（880年，未就任）
- 吴师泰（880年—881年）
- 赫连铎（881年）
- 契苾璋（881年—882年）
- 王卞（885年—888年）
- 石善友（893年—903年）
- 李克宁（904年—908年）
- 周德威（908年—913年）
- 李嗣本（913年—916年）
- 李嗣恩（916年—922年）
- 李存霸（923年—924年）
- 朱守殷（924年—925年）
- 安金全（926年）
- 张温（926年—928年）
- 索自通（928年）
- 张温（928年—929年）
- 张万进（929年—930年）
- 高行周（930年—933年）
- 杨檀（933年—934年）
- 安叔千（934年—936年）
- 折從遠（945年—947年）

## 遗址
内蒙古文物工作队于1960年对和林格尔县北10公里处的土城子古城进行考古发掘，随后在《文物》1961年第9期发表《和林格尔县土城子试掘纪要》，首次确定此城为唐代单于都护府和振武军节度使的治城。唐朝前期，单于府城曾是漠南草原地带的军政管理中心 ，后期振武军节度使驻此城，遂称振武军城。单于都护府城遗址东西长1550米，南北长2250米，城周长则达7600米，折合成唐里，可达15里，是黄河外侧驻防城群体中占地面积最大的城池。
在林格尔县城北曾出土了795年李玉祥墓志铭，编名《唐振武等军州节度故同经略副使冠军大将军守左金吾卫大将军兼试太常卿上柱国陇西李公墓志铭》。